# سونغ ناك وون
سونغ ناك وون مواليد 2 فبراير 1926 في شبه الجزيرة الكورية - الوفاة 28 مايو 1997 في سول، هو لاعب كرة قدم كوري جنوبي سابق كان يلعب كمهاجم. سبق له أن لعب في كأس العالم لكرة القدم مع منتخب بلاده في مونديال عام 1954.

## روابط خارجية
- سونغ ناك وون على موقع الاتحاد الدولي (مؤرشف)  (الإنجليزية)
- سونغ ناك وون على موقع قاعدة بيانات كرة القدم.إي يو (الإنجليزية)
- سونغ ناك وون على موقع ناشيونال فوتبول تيمز (الإنجليزية)
- سونغ ناك وون على موقع Soccerway.com (الإنجليزية)
- سونغ ناك وون على موقع عالم كرة القدم.نت (الإنجليزية)